# Instruccions per segon
Instruccions per segon (IPS) és una mesura de la velocitat de l'ordinador. Alguns valors exposats d'IPS han representat "pics" en taxes d'execució artificials amb seqüències d'instruccions amb poques branques, mentre que un treball real que consta d'una combinació d'instruccions i d'aplicacions, algunes de les quals tarden més a executar que d'altres. El rendiment de la jerarquia de memoria també afecta notablement al rendiment del processador, a penes una qüestió considerada en els càlculs dels MIPS. A causa d'aquests problemes, els investigadors van crear uns tests estandarditzats com SPECint per mesurar (possiblement) el rendiment efectiu real en les aplicacions utilitzades amb més freqüència.
El termes és comunament utilitzat amb l'associació d'un valor numèric com milers d'instruccions per segon (kIPS), milions d'instruccions per segon (MIPS), o milions d'operacions per segon (MOPS).

## Milers d'operacions per segon (kIPS)
Abans que els benchmarks estàndard estiguessin disponibles, la classificació de la velocitat mitjana dels computadors estava basada amb càlculs amb una combinació d'instruccions, els resultats es mostren amb kilo Instruccions Per Segon (kIPS). El més famós va ser la combinació de Gibson, feta per J Gibson d'IBM per aplicacions científiques. Altres classificacions també van ser desenvolupades per aplicacions comercials. Computer Speeds From Instruction Mixes pre-1960 to 1971 té el resultat d'aproximadament 175 computadors, proporcionant classificacions científiques i comercials. Per IBM, el primer càlcul amb la combinació Gibson mostra que en 1954 l'IBM 650 a 0.06 kIPS, i en 1956 l'IBM 705 a 0.5 kIPS. Els resultats són principalment per IBM, peks altres es coneix com a BUNCH - Burroughs, Univac, NCR, CDC i Honeywell.
Un miler d'instruccions per segon (kIPS) és rarament utilitzat, com molts dels microprocessadors actuals poden executar bastant milions d'operacions per segon. Un miler significa mil, no 1024.
kIPS també és el nom comú d'un acudit per als dissenys de microprocessadors de 16 bits desenvolupats per estudiants no graduats encara en enginyeria informàtica, que utilitzen el llibre Computer Organization and Design per Patterson i Hennessy (ISBN 1-55860-428-6), el qual explica els conceptes de l'arquitectura de computadors en termes de l'arquitectura MIPS. Aquestes arquitectures tendeixen a ser una versió reduïda de l'arquitectura MIPS R2000.

## Milions d'instruccions per segon
Els MIPS no són compatibles entre arquitectures de CPU. Aquesta i altres limitacions de la unitat liderada per diversos enginyers informàtics va portar a definir MIPS com "Meaningless Indicator of Processor Speed."
L'equivalent de MIPS per l'aritmètica en punt flotant són els FLOPS, en què s'aplicarà la mateixa advertència.
A finals de la dècada de 1970, el rendiment dels minicomputadors es va comparar utilitzant els VAX MIPS, on els computadors van ser mesurats amb una tasca del seu rendiment contrastada amb el VAX 11/780 que va ser comercialitzat com una màquina d'"1 MIPS". (Aquesta mesura també és coneguda com el "VAX Unit of Performance" o VUP. Encara que ortogràficament incorrecta, la "S" de "VUPs" molts cops és escrita amb majúscules.) Aquest va ser triat perquè 11/780 era aproximadament equivalent en el rendiment d'un IBM System/370 model 158-3, que va ser comunament acceptat en el món de la computació com a corredor d'1 MIPS.
Alguns dels reclams del rendiment dels minicomputadors van estar basats amb la versió Fortran del Whetstone benchmark. Aquest produeix una classificació amb una velocitat artificial en milions d'instruccions Whetstone per segon (MWIPS). Whetstone Benchmark History and Results proporciona uns 700 resultats per minicomputadors, mainframes, supercomputadors i PCs. El VAX 11/780 amb FPA (1977) mostra que té una classificació de 1.02 MWIPS.
Les velocitats eficaces en MIPS són altament dependents del llenguatge de programació utilitzat. The Whetstone Report té una taula on mostra les velocitats MWIPS dels PCs a través de primers intèrprets i compiladors fins als llenguatges moderns. El primer compilador va ser BASIC (1982) on amb una CPU 8088/87 a 4.8 MHz va obtindre 0.01 MWIPS. El resultat en un processador Core 2 Duo (1 CPU 2007) 2.4 GHz varia de 9.7 MWIPS utilitzant un intèrpret BASIC, 59 MWIPS per mitjà d'un compilador BASIC, 347 MWIPS utilitzant Fortran 1987, 1534 MWIPS per mitjà HTML/Java a 2403 MWIPS utilitzant un llenguatge modern C/C++. El codi font, versions pre-compilades i els resultats en PCs, per aquest i altres benchmarks que mesuren MIPS, estan disponibles a Roy Longbottom’s PC Benchmark Collection (Free).
La majoria dels principals microprocessadors de 8 i 16 bits van tenir el seu remdiment mesurat en kIPS (milers d'instruccions per segon), que és equivalent a 0.001 MIPS.
El primer microprocessador de propòsit general, l'Intel i8080, corria a 640 kIPS.
El microprocessador Intel i8086, el primer microprocessador de 16 bits en la línia de processadors fet per Intel i utilitzat en els ordinadors IBM PC, corria a 800 kIPS. Els primers PCs (386) de 32 bits corrien aproximadament a 3 MIPS.
zMIPS fa referència a la mesura de MIPS utilitzada internament per IBM per classificar els seus servidors mainframe (zSeries, IBM System z9, i IBM System z10).

## Cronologia d'instruccions per segon
| Processador                        | IPS                    | IPS/MHz         | Any  | Font                                 |
| ---------------------------------- | ---------------------- | --------------- | ---- | ------------------------------------ |
| Paper i llapis (per comparació)    | 0,0119 IPS             | n/a             | 1892 | [ 1 ]                                |
| Intel 4004                         | 92 kIPS a 740 kHz      | 0'124           | 1971 |                                      |
| IBM System/370 model 158-3         | 1 MIPS                 | ?               | 1972 |                                      |
| Intel 8080                         | 640 kIPS a 2 MHz       | 0'32 MIPS/MHz   | 1974 |                                      |
| VAX-11/780                         | 500 kIPS               | ?               | 1977 |                                      |
| Motorola 68000                     | 1 MIPS a 8 MHz         | 0'125 MIPS/MHz  | 1979 |                                      |
| Intel 286                          | 2'66 MIPS a 12 MHz     | 0'22 MIPS/MHz   | 1982 | [ 3 ]                                |
| Motorola 68020                     | 4 MIPS a 20 MHz        | 0'2 MIPS/MHz    | 1984 |                                      |
| ARM2                               | 4 MIPS a 8 MHz         | 0'5 MIPS/MHz    | 1986 |                                      |
| Motorola 68030                     | 11 MIPS a 33 MHz       | 0'33 MIPS/MHz   | 1987 |                                      |
| Intel 386DX                        | 8'5 MIPS a 25 MHz      | 0'34 MIPS/MHz   | 1988 |                                      |
| Motorola 68040                     | 44 MIPS a 40 MHz       | 1'1 MIPS/MHz    | 1990 |                                      |
| Intel 486DX                        | 54 MIPS a 66 MHz       | 0'818 MIPS/MHz  | 1992 |                                      |
| Motorola 68060                     | 88 MIPS a 66 MHz       | 1'33 MIPS/MHz   | 1994 |                                      |
| Intel Pentium Pro                  | 541 MIPS a 200 MHz     | 2'705 MIPS/MHz  | 1996 | [ 4 ]                                |
| ARM 7500FE                         | 35'9 MIPS a 40 MHz     | 0'897 MIPS/MHz  | 1996 |                                      |
| PowerPC G3                         | 525 MIPS a 233 MHz     | 2'253 MIPS/MHz  | 1997 |                                      |
| Zilog eZ80                         | 80 MIPS a 50 MHz       | 1'6 MIPS/MHz    | 1999 | [ 5 ]                                |
| Intel Pentium III                  | 1.354 MIPS a 500 MHz   | 2'708 MIPS/MHz  | 1999 |                                      |
| Freescale MPC8272                  | 760 MIPS a 400 MHz     | 1'9 MIPS/MHz    | 2000 | Integrated Communications Processors |
| AMD Athlon                         | 3.561 MIPS a 1.2 GHz   | 2'967 MIPS/MHz  | 2000 |                                      |
| AMD Athlon XP 2400+                | 5.935 MIPS a 2.0 GHz   | 2'967 MIPS/MHz  | 2002 |                                      |
| Pentium 4 Extreme Edition          | 9.726 MIPS a 3.2 GHz   | 3'039 MIPS/MHz  | 2003 |                                      |
| ARM Cortex A8                      | 2.000 MIPS a 1.0 GHz   | 2'0 MIPS/MHz    | 2005 | [ 7 ]                                |
| AMD Athlon FX-57                   | 12.000 MIPS a 2.8 GHz  | 4'285 MIPS/MHz  | 2005 |                                      |
| AMD Athlon 64 3800+ X2 (Dual Core) | 14.564 MIPS a 2.0 GHz  | 7'282 MIPS/MHz  | 2005 | [ 8 ]                                |
| Xbox360 IBM "Xenon" Triple Core    | 19.200 MIPS a 3'2 GHz  | 2'0 MIPS/MHz    | 2005 |                                      |
| PS3 Cell BE (PPE solament)         | 10.240 MIPS a 3.2 GHz  | 3'2 MIPS/MHz    | 2006 |                                      |
| AMD Athlon FX-60 (Dual Core)       | 18.938 MIPS a 2.6 GHz  | 7'283 MIPS/MHz  | 2006 | [ 8 ]                                |
| Intel Core 2 Extreme X6800         | 27.079 MIPS a 2.93 GHz | 9'242 MIPS/MHz  | 2006 | [ 8 ]                                |
| Intel Core 2 Extreme QX6700        | 49.161 MIPS a 2.66 GHz | 18'481 MIPS/MHz | 2006 | [ 9 ]                                |
| P.A. Semi PA6T-1682M               | 8.800 MIPS a 2.0 GHz   | 4'4 MIPS/MHz    | 2007 | [ 10 ]                               |
| Intel Core 2 Extreme QX9770        | 59.455 MIPS a 3.2 GHz  | 18'58 MIPS/MHz  | 2008 | [ 11 ]                               |
| Intel Core i7 Extreme 965EE        | 76.383 MIPS a 3.2 GHz  | 23'86 MIPS/MHz  | 2008 | [ 12 ]                               |

## Històric de dades
- Computer Speeds From Instruction Mixes pre-1960 to 1971 (kIPS 175 systems)
- Computer Speed Claims 1980 to 1996 (MIPS >2000 systems)
- PC CPU Performance Comparisons %MIPS/MHz